# Port lotniczy Mae Sot
Port lotniczy Mae Sot – port lotniczy położony w Mae Sot, w Prowincji Tak, w Tajlandii.